# Fort Wayne Mad Ants 2019-2020
La stagione 2019-20 dei Fort Wayne Mad Ants fu la 13ª nella NBA D-League per la franchigia.
I Fort Wayne Mad Ants al momento dell'interruzione della stagione a causa della pandemia da COVID-19, erano quarti nella Central Division con un record di 21-22.

## Roster
| N° | Naz.                   | Ruolo | Sportivo               | Anno | Alt. | Peso |
| -- | ---------------------- | ----- | ---------------------- | ---- | ---- | ---- |
| 1  | Stati Uniti (bandiera) | G     | Tre Kelley             | 1985 | 183  | 85   |
| 4  | Stati Uniti (bandiera) | G     | Walt Lemon             | 1992 | 191  | 82   |
| 8  | Stati Uniti (bandiera) | G     | Daxter Miles           | 1995 | 191  | 84   |
| 9  | Nigeria (bandiera)     | G     | Ike Nwamu              | 1993 | 196  | 93   |
| 10 | Stati Uniti (bandiera) | A     | Brian Bowen            | 1998 | 201  | 86   |
| 11 | Stati Uniti (bandiera) | G     | Scoochie Smith         | 1994 | 188  | 82   |
| 12 | Stati Uniti (bandiera) | GA    | D.J. McCall            | 1995 | 198  | 86   |
| 13 | Regno Unito (bandiera) | C     | Kavell Bigby-Williams  | 1995 | 211  | 113  |
| 15 | Canada (bandiera)      | G     | Naz Mitrou-Long        | 1993 | 193  | 99   |
| 16 | Stati Uniti (bandiera) | G     | C.J. Wilcox            | 1990 | 196  | 88   |
| 17 | Stati Uniti (bandiera) | GA    | Stephan Hicks          | 1992 | 198  | 91   |
| 22 | Stati Uniti (bandiera) | G     | Demetrius Denzel-Dyson | 1995 | 196  | 91   |
| 23 | Stati Uniti (bandiera) | A     | JaKeenan Gant          | 1996 | 203  | 98   |
| 24 | Stati Uniti (bandiera) | A     | Alize Johnson          | 1996 | 206  | 96   |
| 25 | Stati Uniti (bandiera) | A     | Travin Thibodeaux      | 1996 | 203  | 110  |
| 26 | Stati Uniti (bandiera) | A     | Ben Moore              | 1995 | 203  | 91   |
| 30 | Stati Uniti (bandiera) | G     | Jovan Mooring          | 1994 | 188  | 88   |
| 34 | Tanzania (bandiera)    | C     | Hasheem Thabeet        | 1987 | 221  | 119  |
|    | Georgia (bandiera)     | C     | Goga Bitadze           | 1999 | 211  | 114  |
|    | Stati Uniti (bandiera) | A     | JaKarr Sampson         | 1993 | 206  | 94   |
|    | Stati Uniti (bandiera) | G     | Edmond Sumner          | 1995 | 198  | 84   |

## Staff tecnico
- Allenatore: Steve Gansey
- Vice-allenatori: Norm Richardson, Jhared Simpson
- Preparatore atletico: Dan Rosselli
- Terapista: Collin Brown
- Preparatore fisico: Jason Manikowski